# Noël De Pauw
Pour les articles homonymes, voir Pauw.
Noël De Pauw est un coureur cycliste belge, né le 25 juillet 1942 à Sint-Denijs-Boekel et mort le 12 avril 2015 à Zaventem. Il est professionnel de 1964 à 1972.

## Palmarès

### Palmarès amateur
- 1962
  - Flèche brabançonne amateurs
  - 3e de Bruxelles-Opwijk
- 1963
  - 6e étape du Tour d'Autriche
  - 5e étape du Tour de Belgique amateurs
  - 2e de Bruxelles-Opwijk
  - 2e de Bruxelles-Zepperen
  - 2e du championnat de Belgique sur route amateurs
  - 3e de la Course des raisins
- 1964
  - Circuit des régions flamandes des indépendants
  - 3e du Tour des onze villes

### Palmarès professionnel
- 1965
  - Het Volk
  - Gand-Wevelgem
  - 3e de la Course des raisins
- 1966
  - Grote Prijs Dr. Eugeen Roggeman
- 1967
  - 2eb étape du Tour de Belgique (contre-la-montre par équipes)
  - 2ea étape des Quatre Jours de Dunkerque
  - Grote Prijs Dr. Eugeen Roggeman
  - 2e du Tour de Belgique
  - 2e de la Flèche hesbignonne
  - 3e du Circuit de Belgique centrale
  - 7e de la Flèche wallonne
- 1968
  - 4ea étape de Paris-Nice (contre-la-montre par équipes)
  - Grand Prix Betekom

## Résultats sur les grands tours

### Tour de France
2 participations
- 1965 : 72e
- 1966 : hors délais (16e étape)

### Tour d'Espagne
1 participation
- 1965 : abandon (11e étape)